# 米瓦科沃
米瓦科沃是波蘭的城鎮，位於該國北部，距離首府奧爾什丁40公里，由瓦爾米亞-馬祖里省負責管轄，面積8.68平方公里，該鎮在第二次世界大戰期間遭到嚴重破壞，2010年人口2,692。
54°00′N 20°04′E / 54.000°N 20.067°E